# Partia Przebudzenia Narodowego
Partia Przebudzenia Narodowego (indonez. Partai Kebangkitan Bangsa, PKB) – indonezyjska partia polityczna o profilu konserwatywno-liberalnym.

## Poparcie w wyborach
W wyborach parlamentarnych z 2014 roku, partia zajęła 5. miejsce, uzyskując w wyborach 9,04% ważnie oddanych głosów. W kolejnych wyborach zorganizowanych w 2019 roku ugrupowanie uzyskało 9,69% ważnie oddanych głosów (58 mandatów).
| Wybory | Poparcie | Zmiana punktów procentowych | Mandaty | Zmiana |
| ------ | -------- | --------------------------- | ------- | ------ |
| 1999   | 12,61%   | –                           | 51      | –      |
| 2004   | 10,57%   | 2.04                        | 52      | 1      |
| 2009   | 4,94%    | 5,63                        | 28      | 24     |
| 2014   | 9,04%    | 4,1                         | 47      | 19     |
| 2019   | 9,69%    | 0,65                        | 58      | 11     |